# Aleksandar Ćirić
Aleksandar Ćirić (in serbo Александар Ћирић?; Belgrado, 30 dicembre 1977) è un ex pallanuotista serbo, vincitore di due medaglie di bronzo a Sydney 2000 e Pechino 2008, di una medaglia d'argento ad Atene 2004 e di un oro agli europei di Kranj 2003 e Belgrado 2006, oltre che di un argento agli europei di Malaga 2008 e ai mondiali di Fukuoka 2001.
A partire dal 2015 è commissario tecnico della nazionale iraniana, mentre dal 2019 al 2023 ha guidato la squadra femminile dell'Olympiakos, con la quale ha vinto quattro campionati greci, quattro Coppe di Grecia, due Supercoppe LEN e due LEN Euro League.
A partire dal 2023 allena la formazione maltese dei Neptunes.

## Palmarès

### Giocatore

#### Trofei nazionali
- Campionato serbo-montenegrino: 7

Stella Rossa: 1992-93
Bečej: 1995-96, 1996-97, 1997-98, 1998-99, 1999-00, 2000-01
- Campionato italiano: 1

Leonessa: 2002-03
- Campionato spagnolo: 2

Barceloneta: 2010-11, 2011-12
- Supercopa de España: 2

Barceloneta: 2010, 2011
- Coppa del Montenegro: 1

Budva: 2008-09
- Coppa di Serbia e Montenegro: 6

Bečej: 1995-96, 1996-97, 1997-98, 1998-99, 1999-00, 2000-01
- Coppa di Serbia: 1

Radnicki: 2014-15
- Campionato maltese: 2

Neptunes: 2012, 2013

#### Trofei internazionali
- LEN Champions League: 1

Bečej: 1999-00
- Coppe LEN: 4

Leonessa: 2001-02, 2002-03, 2005-06
Radnički: 2012-13

### Allenatore

#### Trofei nazionali
- Campionato greco: 4

Olympiakos: 2019-20, 2020-21, 2021-22, 2022-23
- Coppa di Grecia femminile: 4

Olympiakos: 2019-20, 2020-21, 2021-22, 2022-23

#### Trofei internazionali
- LEN Euro League Women: 2

Olympiakos: 2020-21, 2021-22
- Supercoppa LEN: 2

Olympiakos: 2021, 2022